# Ditta Pásztory

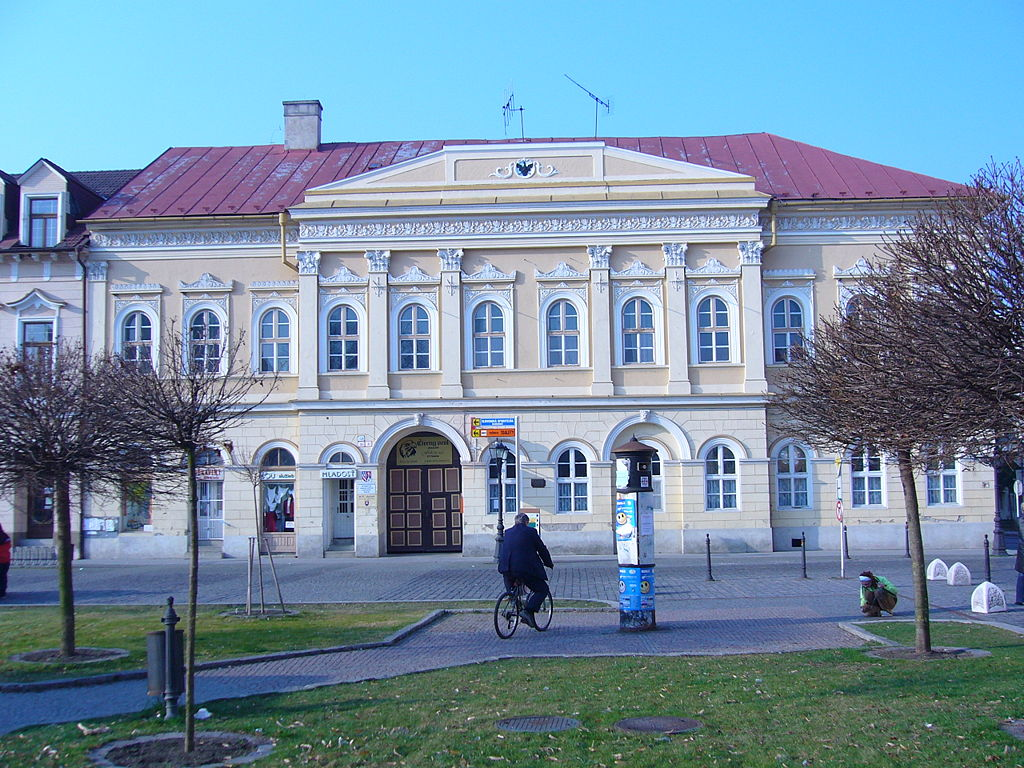
Rimaszombat, place des casernes, bâtiment conçu par Maximilian Franz (1840) (ville natale de Ditta Pásztory)

Dans le nom hongrois Pásztory Edith, le nom de famille précède le prénom, mais cet article utilise l’ordre habituel en français Edith Pásztory, où le prénom précède le nom.
Edith Pásztory, plus connue sous le nom de Ditta Pásztory, (31 octobre 1903 – 21 novembre 1982) est une pianiste hongroise, et la seconde épouse du compositeur Béla Bartók. Elle est la dédicataire de nombre de ses œuvres, dont les pièces En plein air, et le 3e concerto pour piano.

## Biographie
Edith Pásztory est née à Rimaszombat, alors en Autriche-Hongrie (aujourd'hui Rimavská Sobota, en Slovaquie) en 1903.  Elle est la fille d'un professeur de piano et enseignant au lycée. Elle étudie le piano au Conservatoire de Budapest, et obtient un diplôme en 1921 ; puis en 1922, elle poursuit ses études à la Royal Academy of Music, où elle devient une élève de Béla Bartók.
Bartók divorce de son épouse Márta Ziegler (1893-1967) en juin 1923. Celui-ci avait toujours eu une attirance pour des femmes beaucoup plus jeunes, Márta n'avait que 16 ans lorsqu'il l'avait épousé en 1909, alors qu'il en avait 28. Avec Ditta, elle en avait 19, et lui 43. Un beau jour, après une leçon, il se rend chez Ditta et lui fait une demande en mariage de façon impromptue, lui donnant trois jours pour prendre sa décision. Jusqu'alors, leur relation s'en était tenue à celle de maître et d'élève. Elle accepte, ils obtiennent une dérogation et ils se marient la même semaine, le 28 août 1923.
En 1924, elle donne naissance à un fils, Peter Bartók, leur seul enfant, mais le second fils de Béla. Márta Ziegler avait donné naissance à  Béla Bartók junior, le 22 août 1910, l'année suivant leur mariage.
La santé de Ditta Pásztory-Bartók est fragile et elle doit subir des traitements en sanatorium, à Davos, en Suisse et à Bucarest, en Roumanie.
En 1926, Bartók lui dédicace sa suite En plein air, et à la fin de la partition de la Sonate pour piano est écrit «Dittának (pour Ditta), Budapest, 1926,jun ».
Pour raisons de santé, Ditta doit abandonner sa carrière de pianiste soliste, mais plus tard, Béla l'encourage à jouer en duo avec lui. Avec les percussionnistes Saul Fritz Schiesser et Philipp Rühling, Béla et Ditta Pásztory-Bartók créent sa sonate pour deux pianos et percussion le 16 janvier 1938, pour le concert anniversaire de la Société internationale pour la nouvelle musique, à Bâle, en Suisse.
Ils entreprennent de nouveaux duos de pianos à travers l'Europe. En 1940, Bartók compose un arrangement pour deux pianos de sept pièces tirées de Mikrokosmos, leur permettant d'agrandir leur répertoire en duo. La même année, ils émigrent pour les États-Unis afin d'échapper au nazisme, Ditta étant juive. Ils donnent leur dernier concert à Budapest le 8 octobre 1940. Ils arrivent à New York le 29 octobre 1940.
En Amérique, leur vie se caractérise par des difficultés matérielles, un isolement culturel, et un manque de satisfaction artistique. Ditta ne parle pas anglais. La musique de Bartók n'est jouée ni par les orchestres, ni par les ensembles de chambre, et lui et Ditta sont peu demandés en tant que pianistes. De surcroît, Bartók contracte une leucémie, sans qu'il ne connaisse la nature exacte de sa maladie.
Son compatriote Fritz Reiner est alors l'un de ses rares défenseurs, et avec son soutien et sous sa direction, Bartók et Ditta créent le concerto pour deux pianos, la version pour orchestre de la sonate pour deux pianos et percussion, le 31 janvier 1943 au Carnegie Hall avec le New York Philharmonic. C'est la dernière fois que Bartók se produit en public.
Il est toujours malade lorsqu'il entreprend l'écriture de son 3e concerto pour piano, souhaitant l'offrir comme cadeau d'anniversaire à Ditta, qui doit fêter ses 42 ans à la fin d'octobre 1945. Mais ce que Bartók pensait être une rémission de sa maladie n'était qu'illusoire, et il meurt de leucémie à New York le 26 septembre 1945, sans avoir totalement achevé son dernier concerto, ce qui fut fait par Tibor Serly pour les dernières mesures, selon les instructions que Bartók avait laissées.
C'est à György Sándor que revient l'honneur de créer le 3e concerto pour piano en février 1946, mais Ditta le joue et l'enregistre par la suite (avec le Philharmonique de Vienne, sous la direction de Tibor Serly en 1964).
Après la mort de Bartók, Ditta revient à Budapest en 1946, où elle demeure jusqu'à la fin de sa vie, s'employant à perpétuer la mémoire de son mari. Elle donne des concerts de ses œuvres, souvent accompagnée d'Erszébet Tusa. Elle enregistre aussi des pièces extraites de Mikrokosmos.
Ditta Pásztory-Bartók survit 37 ans à son mari, et meurt à Budapest en 1982, âgée de 79 ans. Le centenaire de Bartók avait été célébré un an avant sa mort. Il repose à côté d'elle depuis 1988 au cimetière Farkasrét  de  Budapest.
Le Prix Béla Bartók-Ditta Pásztory a été nommé en leur honneur.

## Enregistrements
- Ditta Pasztory et l'orchestre symphonique de Vienne dirigé par Tibor Serly en 1964 sur étiquette Musical Heritage Society MHS 3337 Ditta et Erszébet Tusa, pour la firme Hungaroton
- Ditta et Béla  jouent en duo un extrait de Mikrokosmos
- Bartók plays Bartók, Sonate pour deux pianos et percussion, Sz. 110, Bela & Ditta Pástory Bartók, pianistes, Harry J. Baker & Edward J. Rubsan, percussionnistes (+ 10 Pièces de la collection For Children, Sz. 42; Evening in Transylvania et Bear's Dance, des Dix pièces faciles (Ten Easy Pieces, Sz. 39); Béla Bartók, piano), VOX Turnabout, TV 4159.

## Sources
- Cet article est la traduction partielle ou totale de l'article de Wikipedia en anglais